# Biharnagybajom
Biharnagybajom nagyközség Hajdú-Bihar vármegye Püspökladányi járásában.

## Fekvése
Biharnagybajom a Nagy-Sárréten fekszik, a hajdani sárréti vízi világ jellegzetes falva. Településszerkezetén a mai napig látható nyomot hagytak a vízfolyások, a mocsár jelenléte. A mocsárvilág meghatározó volt az itt élő emberek életében, hiszen a természet sosem adta könnyen egyébként bőven termő kincseit a sárréti pákászoknak, nádalóknak, a szigetszántó ősöknek.
Szomszédos települések: észak felől Báránd, kelet felől Nagyrábé, dél felől Füzesgyarmat, nyugat felől pedig Sárrétudvari.

### Megközelítése
A településen végighúzódik, nagyjából északnyugat-délkeleti irányban a Püspökladányt Füzesgyarmaton át Szeghalommal összekötő 4212-es út, közúton ezen közelíthető meg az említett városok, illetve a 42-es és a 47-es főutak felől is. A keleti szomszédságában fekvő településekkel és Berettyóújfaluval a 4213-as út köti össze.
A hazai vasútvonalak közül a települést a MÁV Békéscsaba–Kötegyán–Vésztő–Püspökladány-vasútvonala érinti, amelynek jelenleg egy megállási pontja van itt. Biharnagybajom vasútállomás a település délnyugati részén helyezkedik el, közúti elérését a 4212-es útból kiágazó 42 316-os mellékút teszi lehetővé; a vonal állomásainak viszonylatában Füzesgyarmat vasútállomás és Sárrétudvari megállóhely között található. [Korábban Füzesgyarmat és Biharnagybajom között két, már megszűnt vasúti megállóhely is létezett, Kishagymás mh. és Csillagtanya mh., utóbbi szintén Biharnagybajom területén működött, a település központjától mintegy 4 kilométerre délre.]

## Története, gazdasága

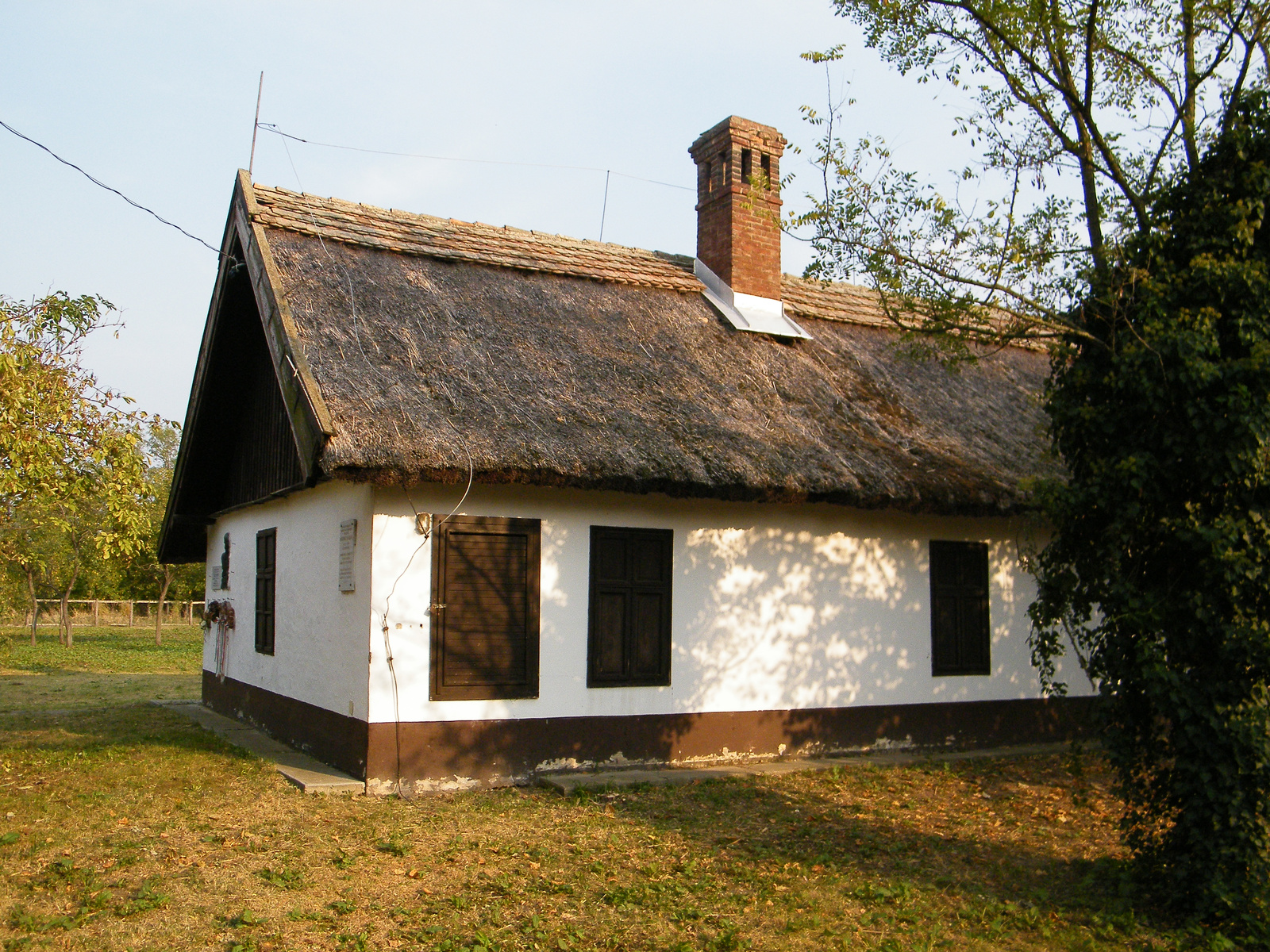
Szűcs Sándor emlékház – műemlék népi lakóház

Első ismert írott említése a Váradi regestrumból maradt fenn, 1215-ből. Kettős faluként, Nagy- és Kisbajomként szerepel középkori történelmünkben. A nemesi falu, a szabadalmas népek által lakott település, ahol a község első temploma is állott, melyet Szent Andrásnak szenteltek.
A másik falut a várnépek (várjobbágyok) lakták. Pusztította a falut a tatár, s a török. A lakosságnak hatékony védelmet nyújtott a terjedelmes mocsár világ.
A 14. században a falu új földbirtokost kapott. Ez a család vette fel a Bajoni nevet. Az elkövetkező évszázadokban a Bajoni család Bihar vármegye egyik legjelentősebb nemesi családja.
A település is egyre nagyobb lett, kiváltságokat szerzett, a Bajoni család pallosjogot kapott, 1552-ben pedig Ferdinánd császár mezővárosi rangra emelte.
A Bajoni család tagjai megtalálhatók Mátyás király udvarában és hadjárataiban. Egyik tagja, Zrínyi Miklós sógora, Bajoni János a Szigetvári vár védelmében halt hősi halált.
A község földvárát a 18. század elején pusztították el az osztrák hadak, miután gazdátlanul maradt a Bajoni család kihaltával.
Bajom népe elsőként csatlakozott a reformációhoz. Lelkipásztoruk volt Nógrádi Mátyás, aki a 18. században a Tiszántúli Református Egyházkerület püspöke lett.
A szabadsághoz szokott bajomi nép valamennyi függetlenségi harcból derekasan kivette részét.

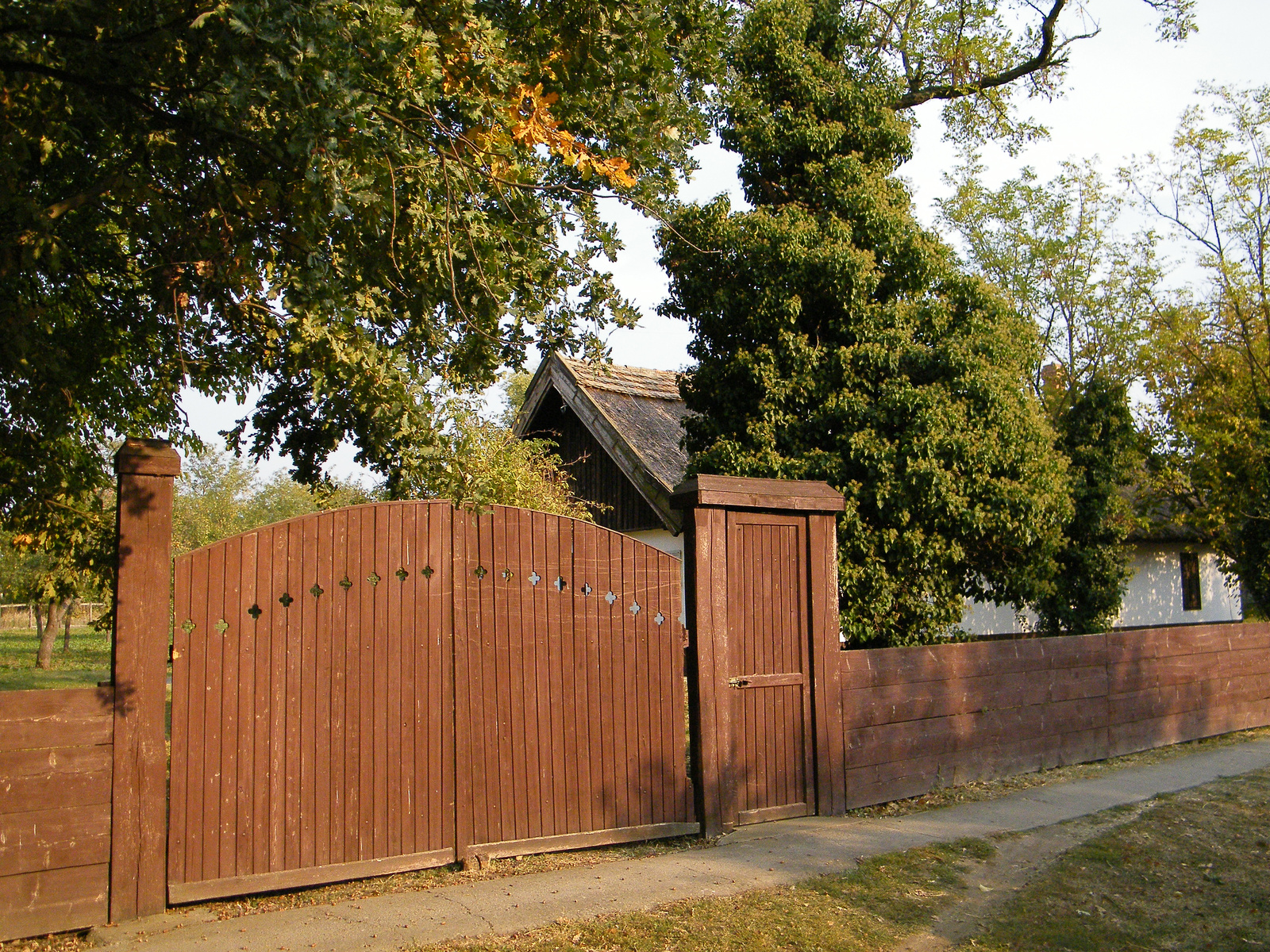
Tradicionális kerítés

A legjellemzőbb ősi háziipar a gyékénykötés, amelyet még a hatvanas években is tömegesen űztek.
Nagybajom 1890-től 1950-ig Bihar vármegye Sárréti járásának székhelye volt, de az egyéb intézmények, melyeket általában a járási székhelyen helyeztek el (mint a járásbíróság és az adóhivatal) nem itt voltak, hanem Berettyóújfaluban. Érzékeny veszteség volt a településnek a trianoni békeszerződés, illetve annak eredményeként a Nagyváraddal való társadalmi, gazdasági és kulturális kapcsolatok túlnyomó részének elvesztése. Ez mind a település társadalmi, mind a gazdasági életében súlyos visszaesést jelentett.
Az 1950-es megyerendezés során a Sárréti járás az újonnan létrehozott Hajdú-Bihar megye része lett, de pár hónappal később az 1950-es járásrendezés során meg is szüntették, Biharnagybajomot a Püspökladányi járáshoz csatolták.
Az 1950-es évek első felében beindult iparosodás, mely a kőolajbányászatra épült, a 60-as évek elejére megszűnt. Az elmúlt évtizedekben a keleti országrész minden gondjából bőven kijutott a bajomiaknak is.

## Közélete

### Polgármesterei
| Időszak   | Polgármester      | Párt          |
| --------- | ----------------- | ------------- |
| 1990–1994 | Kacska Zoltán     | független     |
| 1994–1998 | Kacska Zoltán     | független     |
| 1998–2002 | Orbán Ferenc Imre | független     |
| 2002–2006 | Kovács László     | MSZP          |
| 2006–2010 | Szitó Sándor      | BNB Egyesület |
| 2010–2014 | Szitó Sándor      | Fidesz        |
| 2014–2019 | Szitó Sándor      | független     |
| 2019–2024 | Szitó Sándor      | független     |
| 2024–     | Szitó Sándor      | független     |

## Népesség
A település népességének változása:
| Lakosok száma | 2840 | 2845 | 2824 | 2508 | 2428 | 2383 | 2355 |
|               | 2013 | 2014 | 2015 | 2021 | 2022 | 2023 | 2024 |

2001-ben a település lakosságának 96%-a magyar, 4%-a cigány nemzetiségűnek vallotta magát.
A 2011-es népszámlálás során a lakosok 91,4%-a magyarnak, 13,3% cigánynak, 0,2% románnak mondta magát (8,6% nem nyilatkozott; a kettős identitások miatt a végösszeg nagyobb lehet 100%-nál). A vallási megoszlás a következő volt: református 32,5%, római katolikus 2%, görögkatolikus 0,5%, felekezeten kívüli 52,5% (11,6% nem válaszolt).
2022-ben a lakosság 94,2%-a vallotta magát magyarnak, 14,3% cigánynak, 0,3% románnak, 0,1% szerbnek, 0,8% egyéb, nem hazai nemzetiségűnek (5,7% nem nyilatkozott; a kettős identitások miatt a végösszeg nagyobb lehet 100%-nál). Vallásuk szerint 24,8% volt református, 1% római katolikus, 0,6% görög katolikus, 0,2% ortodox, 1,7% egyéb keresztény, 0,3% egyéb katolikus, 33,6% felekezeten kívüli (37,7% nem válaszolt).

## Ismert bajomiak
- Nadányi János református lelkész és történetíró itt élt egy ideig és itt halt meg 1707. július 8-án.
- Bajomi Lázár Endre (1914–1987) író, műfordító újságíró, szerkesztő, lektor, a francia kultúra elkötelezett közvetítője. Elnyerte Párizs városának aranyérmét (1982), és az Ordre des arts et des lettres (1985) kitüntetést.
- Szűcs Sándor (1903–1982) etnográfus, író, múzeumigazgató, a Sárrét tudósa
- Daróczy Sándor (1935–1996) fizikus, a fizikai tudomány kandidátusa (1979) tanszékvezető egyetemi docens. Elnyerte az Eötvös Loránd Fizikai Társulat Selényi Pál-díját.
- Váncsa István (1949) újságíró, publicista, médiaszemélyiség. Elismerései:Opus-díj (1992),Pulitzer-emlékdíj (1993), a Krúdy Gyula-alapítvány díja (1993), Szabad Sajtó Díj (1996), Literatúra-díj (1996).
- Mile Sándor (1949–2020) magyar bajnok labdarúgó
- Szőllősi István (1924–2016) vegyészmérnök, a vegyipari tudományok kandidátusa, (1960) A BME Műanyag és Gumiipari Tanszék docense, tankönyvíró, laborvezető
- Itt született Jeney Lajos (1933–2014) Ybl Miklós-díjas építész, akit 1992-ben díszpolgárrá is választottak a településen.